# 民主街道 (焦作市)
民主街道，是中华人民共和国河南省焦作市解放区下辖的一个乡镇级行政单位。

## 行政区划
民主街道下辖以下地区：
焦作街社区、道清理社区、月季苑社区和民权街社区。